# Южный регион развития Румынии
Южный регион развития Румынии (рум. Regiunea de dezvoltare Sud) — один из регионов развития Румынии. Не является административной единицей, был создан в 1998 году для лучшей координации местного развития в процессе вступления Румынии в Европейский союз.

## Состав
В состав ЮРР Румынии входят жудецы:
- Арджеш
- Джурджу
- Дымбовица
- Кэлэраши
- Прахова
- Телеорман
- Яломица